# Ipe
IpeはフリーのドローソフトでPDFおよびEPS形式の図形を作成できる。グラフィクス処理ライブラリlibipeを中心としており、フロントエンドはLuaで書かれている。機能拡張プラグインをLuaまたはC++で書くことができる。
Ipeは1993年にSGIのワークステーションのためにOtfried Cheongによって開発された。2003年に公開されたIpe6はファイル形式をPDFおよびEPSファイルに埋め込まれるXMLに変更した。2009年に公開されたIpe7はWindows, macOS, UNIX でコンパイルできる。Ipeの画像は拡張子.ipe または .xmlにより保存される。